# Eccoptosage maxima
Eccoptosage maxima är en stekelart som först beskrevs av Heinrich 1934.  Eccoptosage maxima ingår i släktet Eccoptosage och familjen brokparasitsteklar. Inga underarter finns listade i Catalogue of Life.